# Três Forquilhas (község)
Três Forquilhas egy község (município) Brazíliában, Rio Grande do Sul államban, az azonos nevű folyó partján, kiemelkedő természeti szépségű vidéken. 2021-ben népességét 2643 főre becsülték.

## Elnevezése
Nevét a Três Forquilhas folyóról kapta; jelentése „három (vas)villa” vagy „három elágazás”, és valószínűleg három ágának összefolyása miatt nevezték el így. Ezt a nevet már a 19. században kialakuló település is használta, azonban 1938-ban átnevezték Três Irmãosra (Három testvér), majd 1944-ben Guananazesre. 1958-ban visszakapta eredeti, Três Forquilhas nevét.
A községközpontot a köznyelvben Portonak (kikötő) is nevezik, mivel régen, mikor a víz szintje magasabb volt, a településen egy Alágios nevű kikötő működött.

## Története
Portugál családok valószínűleg már a partvidék gyarmatosításának hajnalán, 1725-től megtelepedtek itt, azonban a környéket csak 1821-ben utalták ki Antonio Cardoso de Limának mint királyi földadományt (sesmaria). 1827-ben 146 protestáns német érkezett Torresből, csatlakozva a letelepedett portugálokhoz és egyéb etnikumokhoz. A kialakuló települést 1892-ben nyilvánították Torres község kerületévé (mely korábban Osório kerülete volt). 1992-ben függetlenedett és önálló községgé alakult.

## Leírása
Székhelye Três Forquilhas, további kerületei nincsenek. A községközpont 15 méteres tengerszint feletti magasságon fekszik, távolsága Porto Alegretől 154 km. A község az Atlanti-parti esőerdővel borított Serra do Mar lábánál, 217 négyzetkilométeren helyezkedik el. Áthalad rajta a Caminho Vale das Águas turistaút.
A természeti szépségek közül megemlíthetőek a vízesések (Pedra Branca, Pedra Bonita, Barreiro), a Morro Josafá és az Itapeva-tó közötti terület, a páratlan kilátást nyújtó függőhidak. A község fő látványossága a 120 méter magas Pedra Branca vízesés-rendszer, melyet az állam egyik legszebb helyének mondanak. A fő vízesés fölött természetes módon kialakult úgynevezett „végtelen medencék” vannak, melyekben fürödni lehet, a vízesés mögött pedig barlangok fedezhetők fel.
Gazdasága a turizmus mellett a kereskedelemre, zöldségtermesztésre (sárgarépa, cékla), szarvasmarha-tenyésztésre összpontosul, de vannak konzervgyárak, kerámiagyárak, cachaça-főzdék is. A régi időkben cukornád- és banánültetvények voltak a környéken, azonban később ezek termesztése visszaszorult.